# Тимелія-темнодзьоб сірощока
Тиме́лія-темнодзьо́б сірощока (Stachyris leucotis) — вид горобцеподібних птахів родини тимелієвих (Timaliidae). Мешкає в Південно-Східній Азії.

## Підвиди
Виділяють три підвиди:
- S. l. leucotis (Strickland, 1848) — Малайський півострів;
- S. l. sumatrensis Chasen, 1939 — Суматра;
- S. l. obscurata Mayr, 1942 — Калімантан.

## Поширення і екологія
Сірощокі тимелії-темнодзьоби мешкають на Малайському півострові, Суматрі і Калімантані. Вони живуть у вологих рівнинних тропічних лісах та на узліссях. Зустрічаються на висоті до 1000 м над рівнем моря. Живляться безхребетними. Гніздо чашоподібне, в кладці 3 білих яйця.

## Збереження
МСОП класифікує стан збереження цього виду як близький до загрозливого. Сірощоким тимеліям-темнодзьобам загрожує знищення природного середовища.